# جان مارك أيرولت
جان مارك أيرولت أو جان مارك أيرو (بالفرنسية: Jean-Marc Ayrault) أو جان مارك إروه (25 يناير 1950–)، رئيس الحكومة الفرنسية بين 15 مايو 2012 و31 مارس 2014  وذلك بعد أن عينه الرئيس فرانسوا أولاند بالمنصب، وهو سياسي اشتراكي. قبل توليه رئاسة الحكومة تولى عمودية مدينة سانت أوريلا وذلك بالفترة من 14 مارس 1977 إلى 20 مارس 1989، ثم عمودية مدينة نانت والتي تولاها من 20 مارس 1989 حتى تاريخ تعيينه رئيسًا للحكومة.
مع أن أيرولت شغل منصب عمدة وله خبرة عمل نائب برلمان، لا يوجد لديه خبرة سابقة في تسيير الحكومة، فهو لم يتولّ مناصب وزارية، الأمر الذي حذرت منه القوى اليمينية في فرنسا.

## لفظ اسمه
يُلفظ اسم جان مارك أيرولت بالفرنسية [ʒɑ̃ maʁk ɛˈʁo]، وهذا قد يسبب الحرج أو الإرباك للسامع العربي. حدث نتيجة هذا بعض التضارب في كتابة اسمه في وسائل الإعلام العربية، فكتبته بعضها «أيرو» أو «إرو» أو «إروه»، واستعملت قناة فرانس24 لفظ «إيغو» لأن لفظ حرف R بالفرنسية [ʁ] قريب من لفظ الغين بالعربية؛ أما جريدة البيان فاكتفت بالإشارة إليه باسمه الأول «جان مارك» عندما أوردت خبر تعيينه رئيس وزراء فرنسا. في هذا السياق أصدرت وزارة الخارجية الفرنسية بياناً توصي فيه أن يُكتب ويلفظ باللغة العربية الحرفان الأخيران (lt) من اسم عائلته، مع أنهما حرفان صامتان لا يلفظان بالفرنسية.

## روابط خارجية
- جان مارك أيرولت على موقع IMDb (الإنجليزية)
- جان مارك أيرولت على موقع مونزينجر (الألمانية)
- جان مارك أيرولت على موقع قاعدة بيانات الفيلم (الإنجليزية)
- جان مارك أيرولت على موقع كينوبويسك (الروسية)